# Tunnel City (Wisconsin)
Tunnel City es un lugar designado por el censo ubicado en el condado de Monroe en el estado estadounidense de Wisconsin. En el Censo de 2010 tenía una población de 106 habitantes y una densidad poblacional de 132,02 personas por km².

## Geografía
Tunnel City se encuentra ubicado en las coordenadas 44°0′18″N 90°34′5″O / 44.00500, -90.56806. Según la Oficina del Censo de los Estados Unidos, Tunnel City tiene una superficie total de 0.8 km², de la cual 0.8 km² corresponden a tierra firme y (0%) 0 km² es agua.

## Demografía
Según el censo de 2010, había 106 personas residiendo en Tunnel City. La densidad de población era de 132,02 hab./km². De los 106 habitantes, Tunnel City estaba compuesto por el 98.11% blancos, el 0% eran afroamericanos, el 0% eran amerindios, el 0% eran asiáticos, el 0% eran isleños del Pacífico, el 0% eran de otras razas y el 1.89% pertenecían a dos o más razas. Del total de la población el 0% eran hispanos o latinos de cualquier raza.